# Alaxchelicera
Alaxchelicera ordinaria és una espècie d'aranya araneomorfa de la subfamilia Erigoninae, pertanyent a la família Linyphiidae. És l'únic membre del gènere monotípic Alaxchelicera.
Fou descrita per primera vegada per Arthur Gardiner Butler l'any 1932.
Actualment és considerat un sinònim de Microctenonyx.